# دهه ۸۴۰ (پیش از میلاد)

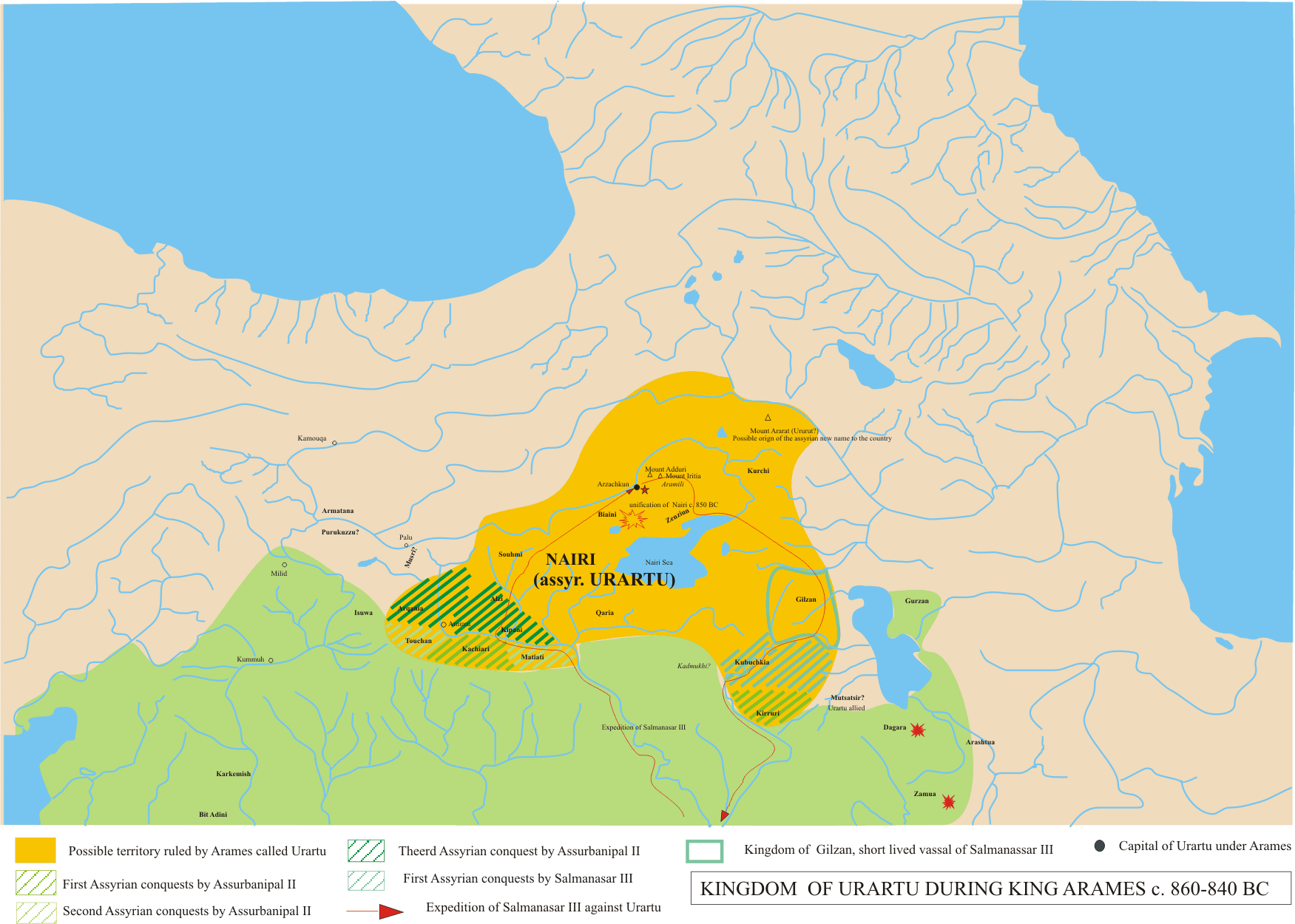
دهە 840

دهه ۸۴۰ (پیش از میلاد) ۸۴مین دهه قبل از مبدا شروع تقویم میلادی است.